# Berislav Klobučar
Berislav Klobučar (* 28. August 1924 in Zagreb, Jugoslawien; † 13. Juni 2014 in Wien, Österreich) war ein jugoslawischer bzw. kroatischer Dirigent, der vor allem durch sein Wirken an der Wiener Staatsoper sowie bei den Bayreuther Festspielen bekannt wurde.

## Leben

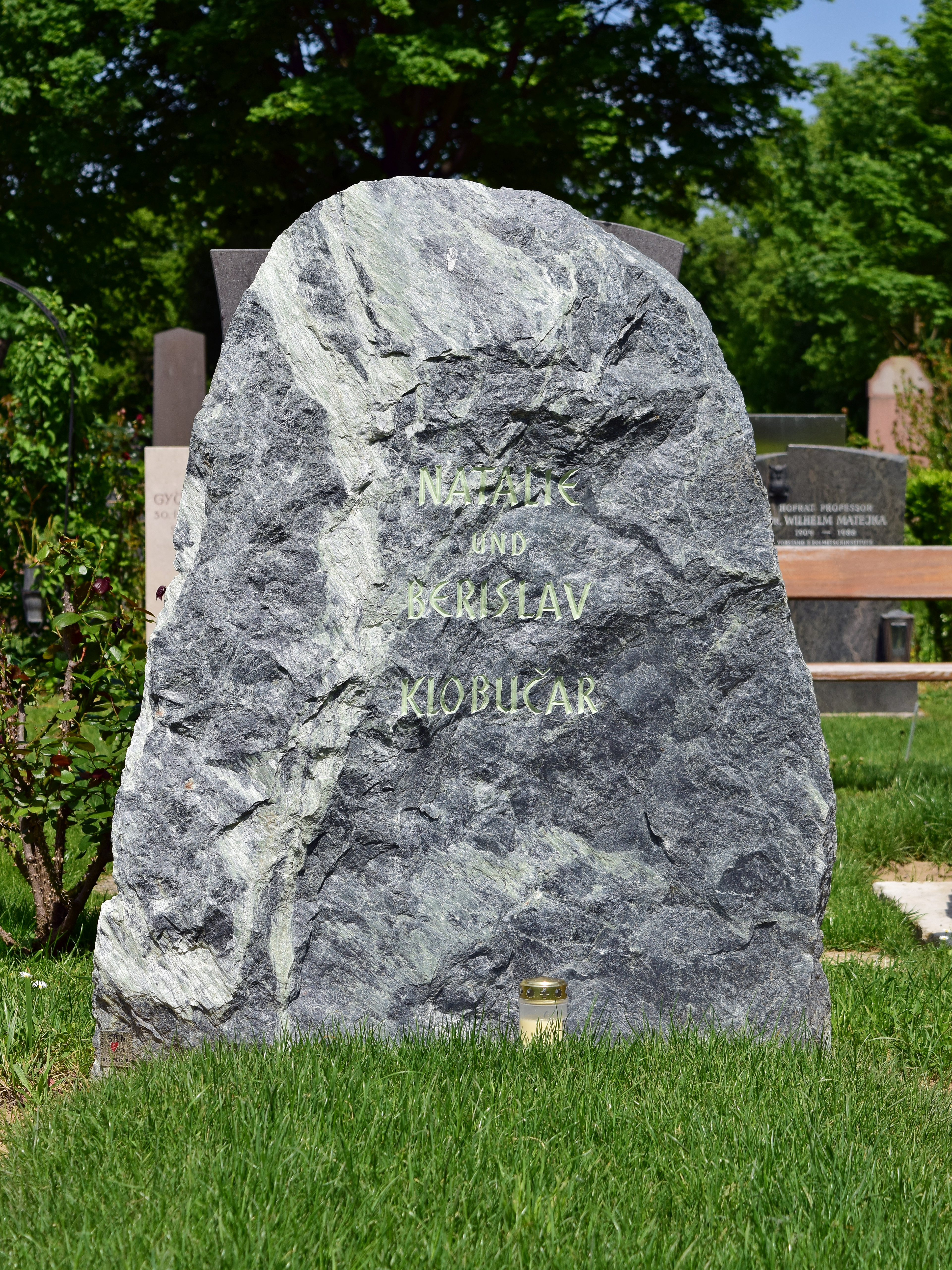
Wiener Zentralfriedhof – ehrenhalber gewidmetes Grab von Berislav Klobučar

Berislav Klobučar studierte an der Musikakademie Zagreb und bei den Dirigenten Lovro von Matačić (1899–1985) und Clemens Krauss (1893–1954). Von 1943 bis 1951 war er fest als Dirigent am Kroatischen Nationaltheater Zagreb engagiert. 1953 wechselte er an die Wiener Staatsoper. Im Laufe seiner über 60 Jahre währenden Dirigentenkarriere war er Musikdirektor an den Opernhäusern von Graz (1960–1971), Stockholm (1972–81) und beim Orchestre Philharmonique de Nice (1981–1989). 1968 dirigierte er an der New Yorker Metropolitan Opera die Wagner-Opern Der fliegende Holländer und Die Walküre. Die dortige Aufzeichnung der Walküre vom 24. Februar 1968 ist als CD erschienen.
Als Hausdirigent der Wiener Staatsoper stand Berislav Klobučar in 40 Jahren in 1133 Aufführungen von 53 verschiedenen Opern am Pult. Insgesamt umfasste sein Repertoire 100 verschiedene Musikwerke. Wegen seiner Bescheidenheit gilt in der Fachwelt sein Schaffen an der Wiener Oper im Nachhinein als unterschätzt. Die Sängerin Birgit Nilsson beschrieb ihn in ihren 1995 erschienenen Memoiren als „herrlichen Sängerdirigenten mit einem enormen Repertoire und solidem Können“ und beklagte zugleich, dass er in Wien nie eine Neueinstudierung dirigieren durfte. Bis 1993 dirigierte er in der Staatsoper, als letztes Turandot.
Eine Reihe von Aufführungen mit Berislav Klobučar wurden auf Schallplatte oder CD veröffentlicht.
Klobučar wurde am Wiener Zentralfriedhof im Ehrenhain (Gruppe 40, Nummer 191) bestattet.

## Bayreuther Festspiele
Berislav Klobučar dirigierte von 1964 bis 1969 folgende Aufführungen:
- 1964
  - Der Ring des Nibelungen (2 Aufführungen: 22., 23., 24. und 26. Juli sowie 7., 18., 19. und 21. August)
- 1967
  - Tannhäuser (6 Aufführungen: 29. Juli, 1., 4., 7., 17., 20, August)
  - Lohengrin (nur 24. August, sonst Rudolf Kempe)
- 1968
  - Die Meistersinger von Nürnberg (6 Aufführungen: 9., 11., 14., 22., 25., 28. August; davor Karl Böhm)
  - Tristan und Isolde (eine Aufführung für den erkrankten Karl Böhm: 23. August)
- 1969
  - Die Meistersinger von Nürnberg (7 Aufführungen: 27. Juli, 4., 7., 9., 17., 20., 24., 28. August)